# Halmstads Bågskytteförening
Halmstads bågskytteförening är en idrottsförening som bildades 1965. Bland personer som tävlat för klubben finns flerfaldiga SM-vinnaren Carl Henrik Gidensköld.